# Project Hospital
Project Hospital — компьютерная игра в жанре экономического симулятора, разработанная и изданная чешской студией Oxymoron Games. Игра вышла 30 октября 2018 года на платформах Microsoft Windows, macOS. В Project Hospital игрок должен создать больницу и управлять ей, руководя осмотром и лечением больных. Игра представляет из себя экономический симулятор в режиме реального времени.
Project Hospital схожа с Theme Hospital и Two Point Hospital, но, в отличие от них, является более серьёзной и не содержит шуточных заболеваний или методов лечения. В игре игроку предлагается построить с нуля или взять под управление уже готовую больницу, и, производить лечение пациентов. При этом от действий игрока зависит качество лечения, финансовое состояние бюджета больницы и её размер. В ходе кампании игрок принимает на себя роль менеджера, которому доверено спасение нескольких больниц, находящихся в ужасном состоянии.
В первоначальной версии игроку доступно семь отделений: Общая терапия, кардиология (с кардиохирургией), интенсивная терапия, гастроэнтерология, хирургия, нейрохирургия, травматология.
В дальнейшем, разработчики выпустили несколько DLC, и, таким образом, добавили в игру отделение травматологии, инфекционное отделение, гистологическую лабораторию и морг.
| Сводный рейтинг    | Сводный рейтинг |
| Агрегатор          | Оценка          |
| ------------------ | --------------- |
| Metacritic         | 75/100          |
| Иноязычные издания |                 |
| Издание            | Оценка          |
| GameStar           | 70/100          |